# Tuzsér, Szabolcs-Szatmár-Bereg
Tuzsér  este un sat în districtul Záhony, județul Szabolcs-Szatmár-Bereg, Ungaria, având o populație de 3.482 de locuitori (2011). 

## Demografie
Componența etnică a satului Tuzsér
     Maghiari (71,8%)
     Romi (27,66%)
     Necunoscut (0,09%)
     Alții (0,46%)
Componența confesională a satului Tuzsér
     Reformați (61,95%)
     Fără religie (6,49%)
     Romano-catolici (6,38%)
     Greco-catolici (4,97%)
     Necunoscută (19,82%)
     Alte religii (7,52%)
Conform recensământului din 2011, satul Tuzsér avea 3.482 de locuitori. Din punct de vedere etnic, majoritatea locuitorilor (71,8%) erau maghiari, cu o minoritate de romi (27,66%). Apartenența etnică nu este cunoscută în cazul a 0,09% din locuitori.  Din punct de vedere confesional, majoritatea locuitorilor (61,95%) erau reformați, existând și minorități de persoane fără religie (6,49%), romano-catolici (6,38%) și greco-catolici (4,97%). Pentru 19,82% din locuitori nu este cunoscută apartenența confesională.